# Bhimtal
Bhimtal (o Bhim Tal) è una suddivisione dell'India, classificata come nagar panchayat, di 5.875 abitanti, situata nel distretto di Nainital, nello stato federato dell'Uttarakhand. In base al numero di abitanti la città rientra nella classe V (da 5.000 a 9.999 persone).

## Geografia fisica
La città è situata a 29° 21' 0 N e 79° 34' 0 E e ha un'altitudine di 1.450 m s.l.m..

## Società

### Evoluzione demografica
Al censimento del 2001 la popolazione di Bhimtal assommava a 5.875 persone, delle quali 3.178 maschi e 2.697 femmine. I bambini di età inferiore o uguale ai sei anni assommavano a 664, dei quali 353 maschi e 311 femmine. Infine, coloro che erano in grado di saper almeno leggere e scrivere erano 4.587, dei quali 2.563 maschi e 2.024 femmine.